# Şerban Nichifor
Şerban Nichifor   (Bucarest, 25 d'agost de 1954) és un compositor, violoncel·lista i educador musical romanès.

## Biografia
Șerban Nichifor va néixer el 25 d'agost de 1954 d'Ermil Nichifor (1916–1997) i Livia Nichifor, nascuda Balint (1922-2017) a Bucarest, Romania. Els seus pares eren metges. El seu pare també va ser músic i director de l'Orquestra de Metges de Bucarest.
Nichifor va estudiar a la Universitat Nacional de Música de Bucarest del 1973 al 1977 i va cursar cursos de composició el 1978, el 1980 i el 1984 a Darmstadt, Alemanya. El 1994 es va doctorar. en Musicologia de la Universitat Nacional de Música i del 1990 al 1994, també va estudiar a la Facultat de Teologia de la Universitat de Bucarest. El 2015, va obtenir un doctorat "summa cum laude" en la direcció d'orquestra i va escriure una tesi "SHOAH - The Holocaust Reflected in My Musical Creation".
Ha compost moltes obres dedicades a les víctimes de l'Holocaust. Segons el musicòleg Octavian Cosma, l'estil eclèctic de Nichifor es basa en el neoromanticisme, però ha inclòs elements del jazz (en la seva Tercera i quarta simfonia) i l'ús de gravacions en cinta com en la seva òpera Domnişoara Cristina. A la dècada de 1990, "va desenvolupar un estil simplificat amb temes que recorden el cant bizantí".
Nichifor és professor a la Universitat Nacional de Música. Es va casar amb la desapareguda i compositora romanesa Liana Alexandra, el 1978. Van actuar juntament com a violoncel·lista i pianista al "Duo Intermedia" des del 1990 i van ser codirectors del "Nuova Musica Consonante - Festival de la Música Viva del Festival".

## Premis i guardons
Entre els premis i honors de Nichifor hi ha el Premi Internacional Gaudeamus Compositors (1977) i l'Ordre belga de la Corona (concedit el 2008).